# Laurent Grimmonprez
Laurent Grimmonprez dit Flokke Grimmonprez, né le 14 décembre 1902 à Gentbrugge (Gand) en Belgique et mort le 22 mai 1984 à Gand en Belgique, est un footballeur international belge qui joue au poste d'attaquant.

## Biographie
Il a été attaquant ou inter droit au Royal Racing Club de Gand (11) durant l'entre-deux-guerres.
Il a joué 10 fois et a marqué un but pour les Diables Rouges. Il est présélectionné aux Jeux olympiques de 1924 en France et participe à la Coupe du monde en 1934 en Italie.

## Palmarès
- International de 1924 à 1934 (10 sélections et 1 but marqués)
- Présélectionné aux Jeux olympiques en 1924 (n'a pas joué)
- participation à la Coupe du monde en 1934 (il joue 1 match)
- Meilleur buteur du Championnat de Belgique en 1926 (28 buts)
- Meilleur buteur du Championnat de Belgique D2 en 1931 (? buts)